# Spaniel (bateau)
Pour les articles homonymes, voir Spaniel.
Spaniel est un sloop à gréement bermudien. C'est un voilier-école de la STA Latvia. Son port d'attache est Riga en Lettonie.

## Histoire
Spaniel a été conçu et construit en Pologne en 1979 en tant  que voilier de course océanique en solitaire. En 1980, lors de la transat anglaise, le Polonais Kazimierz Jaworski termine au sixième rang du classement général et premier des monocoques en dix-neuf jours,. De 1982 à 1997, l'Académie des sciences l'utilise à des fins de recherche tout en pratiquant, de façon occasionnelle, la plaisance et la régate.
Depuis 1997, il appartient à un propriétaire privé et sert de navire-école pour la jeunesse lettone.
Il participe régulièrement à de nombreuses Tall Ships' Races et en 2017, à l'intégralité de la RDV2017 Tall Ships' Races Regatta. À l'arrivée de la 5e étape reliant Halifax (Canada) au Havre il est arrivé second en classe C, derrière Regina-Germania  Allemagne. 
Il  a participé au rassemblement Les Grandes Voiles du Havre.

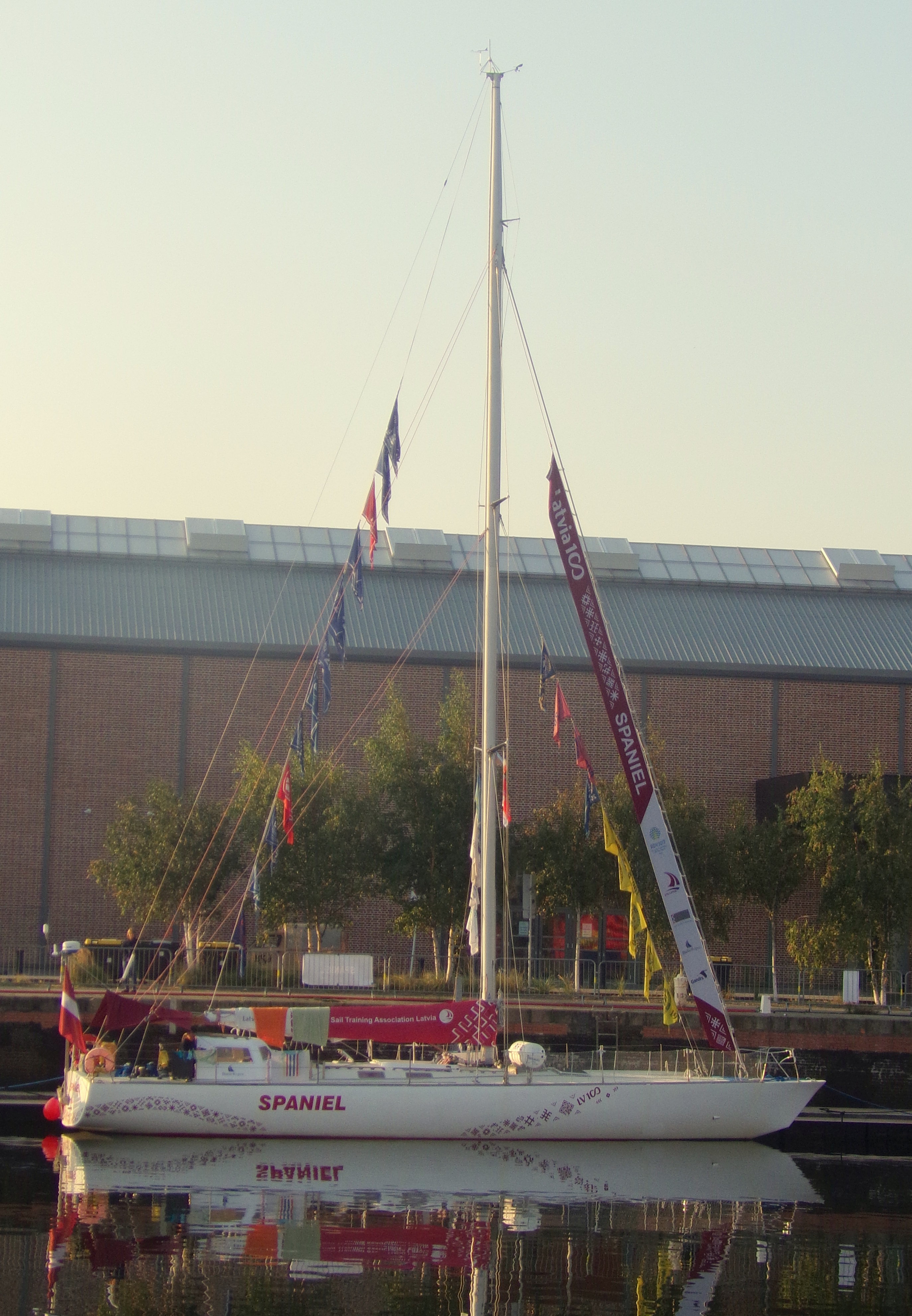
Les Grandes Voiles du Havre